# Војномедицински центар Нови Сад
Војна болница Нови Сад (скраћено ВБ Нови Сад) је здравствена установа која на општем и специјалистичком нивоу збрињава војне осигуранике са територије Војводине. Почетком 2009. године склопљен је уговор са РЗЗО о пружању здравствених услуга цивилним осигураницима на основу упутнице изабраног лекара. У оквиру хируршког и интернистичког одељења стављено је на располагање 60 постељних капацитета.
Војна болница Нови Сад је од 2013. године у мрежи здравствених установа АП Војводине, а од 1. јануара 2018. године и званично је променио назив у Војна болница Нови Сад, како би постао и наставна база Медицинског факултета у Новом Саду.

## Историја
Историјат Војне болнице у Петроварадину сеже у далеку прошлост и кроз четири века, тесно је везан за историјат Петроварадинске тврђаве и Подграђа.

### Оснивање болнице
Цар Јосиф II је у више наврата обилазио Петроварадинску тврђаву и надгледао припреме за одбрану од Турака. Тако је после једне посете 1783. године наредио да се фрањевачки самостан и црква адаптирају и претворе у болницу за лечење рањеника. Срушена је купола цркве, спојена са самостаном, уклоњене ознаке и уређене болесничке собе. Касније се оправданост таквог поступка и потврдила јер је болница за време аустро-турског рата (1788—1791), била преплављена рањеницима, па су се морале дограђивати и бараке.
У кругу Установе, поред Лабораторије, још и данас постоји спомен плоча - крипта једном од првих градитеља Петроварадинске тврђаве, инжињеријског пуковника, Михаела фон Вамберга. Поетични епитаф исписан је латинским писмом.
У 19. веку дозидани су још неки објекти у кругу болнице, а сама болница је у стручном погледу важила за најсолиднију болницу на овом простору. Била је снабдевена у то време са савременим хируршким инструментаријумом, опремом за оживљавање, инструментима за обдукције и порођаје. Имала је једног штабског лекара, пет подлекара и надлекара.

### Рад у Краљевини СХС
После Првог светског рата, кад се Војводина прикључила Краљевини Србији тј. Краљевини СХС, стање у ослобођеној земљи, исцрпљеној ратом, било је веома тешко, па је тако било и у Петроварадинској болници. Није било довољно хране, огрева и лекова. Док се не реши питање снабдевања, наређено је команданту 1. завојишта Дунавске дивизије да болеснике Петроварадинске болнице прими у своје бројно стање и тако их свакодневно снабдева храном и осталим потрепштинама. После годину дана од завршетка рата, 11. новембра 1919. године (Дан установе) потпуковник др Светозар Андрић постављен је за Управника Сталне војне болнице Потиске дивизијске области. Касније је болница прерасла у болницу 1. Армијске области, а др Светозар Андрић је пензионисан 1930. године, у чину санитетског бригадног генерала.
После Првог светског рата вршено је веће реновирање установе, а зграда на самом улазу у болницу уређена је 1930. године за Команду ваздухопловства, па су ову болницу често називали „Авијатичарска болница”. Поменути објекат после Другог светског рата је такође стављен у непосредну функцију лечења.

### Период Другог светског рата
За време Другог светског рата у Војној болници у Петроварадину лечени су углавном домобрани и грађани Петроварадина. После рата, ослобађањем Новог Сада, овде је била смештена Војна болница Треће армије, тј. припадала је Болничком центру 1. Осим болнице у Петроварадину, Болнички центар 1. имао је више пунктова у граду, Новом Футогу и околним местима, где је збрињавано више хиљада рањеника, углавном са Сремског фронта.

### Послератни период
После коначног завршетка рата и смањења броја болесника, остаје само болница у Петроварадину, која је реновирана 1945. године. Од 1952. године постаје Болница војног подручја Нови Сад, а 1964. године улази у састав Санитетског школског центра. Године 1968. поново постаје Болница 1. Армије.
Од 1984. године Војна болница мења назив у Војномедицински центар Нови Сад. Тада у њен формацијски састав улази и Гарнизонска амбуланте Петроварадин. Новом организацијом рада, осим специјалистичког и болничког нивоа, у оквиру ВМЦ-а Нови Сад војним осигураницима се пружа и примарна здравствена заштита. Укидањем Армија, ВМЦ се претпочињава Управи за војно здравство Министарства одбране Републике Србије.
У ВМЦ-у Нови Сад за време рата 1991-1992. године збринуто је преко 1.000 пацијената, углавном рањених на славонско-барањском ратишту.
За време агресије НАТО снага и рушења Петроварадинског моста, објекти ВМЦ-а су претрпели знатну „колатералну” штету, што није омело особље ове Установе да даноноћно, под бомбама и ваздушном опасношћу, понекад без воде и струје, изврше све задатке.
ВМЦ Нови Сад годишње обави преко 1.200 операција преко 30.000 прегледа и преко 120.000 медицинских услуга, за војне и цивилне осигуранике,
Мада је ВМЦ Нови Сад — Војна болница - здравствена установа чији је првенствени задатак збрињавање војних осигураника, она је увек била и остала отворена и за све пацијенте из грађанства, међу којима ужива велики углед.

## Комплекс Војне болнице
Комплекс Војне болнице обухвата просторе и објекте Доње тврђаве унутар северозападног бастионог фронта, оивичене бастионима Св. Терезије и Св. Јозефа, Тргом владике Николаја и улицама Проте Михалчића и Владимира Назора. Састоји се од више објеката грађених у различитим временским периодима, од краја 17. до средине двадесетих година 20. века.
Језгро комплекса чини барокни склоп некадашњег фрањевачког самостана са црквом Св. Фрање, затим зграда команданта Тврђаве, Велика касарна, Изоловани павиљон, барутана Терезија, низ казамата и зграда старе ратне команде на Тргу владике Николаја. Православна црква Светог апостола Павла, у кругу болнице, изграђена 1925. године, где су се крштавали и венчавали официри и њихове породице.

## Награде и признања
За самопрегоран, професионални и хумани вишедеценијски рад ВМЦ - Војна болница Нови Сад је добила:
- 1998 — Орден Светог Саве I степена, највише црквено признање, које је лично уручио Патријарх Павле на Петровдан, на предлог Епископа сремског господина Василија.
- 1999 — Октобарска награда града Новог Сада, за изузетне резултате у области здравствене заштите и медицинског збрињавања, која је додељена ВМЦ Нови Сад поводом 55. годишњице ослобођења Новог Сада од фашистичког окупатора,
- 1999 — Орден за заслуге у областима одбране и безбедности Првог степена, високо војно признање
- 2011 — Признање „Капетан Миша Анастасијевић”, за традицију и континуитет пословних резултата у области здравства.

## Занимљивости
Забележено је да је прва гипсана удлага урађена Светом Петру Цетињском који је сломио руку приликом доласка у Сремске Карловце где је рукоположен за владику Црногорско-захумског.
Православна црква Светог апостола Павла, која је у болничком кругу, изграђена 1922. године, служила је до Другог светског рата за причест и молитве војника и болесника, крштавање и венчавање официри и њихове породице, пука војске Краљевине Срба Хрвата и Словенаца смештеног у Петроварадинској тврђави. Био је то јединствен случај на свету у том временском периоду, и редак пример спајања вере и медицине. Након Другог светског рата храм је коришћен као објекат за складиштење лекова и вредније медицинске опреме. Како би се створили оптимални услови за рад складишта, црквени објекат је добио централно грејање 1990. године, и тако постао први верски објекат са парним грејањем, на читавој територији бивше Југославије! Храм је обновљен 1993. године и враћена му је првобитна, духовна намена, а ВМЦ Нови Сад је 1998. године, у знак признања за доброчинство, одликован орденом Светог Саве првог степена од стране патријарха Српске православне цркве Павла.